# Cristiano Ludovico di Waldeck
Conte Cristiano Ludovico di Waldeck (Waldeck, 29 luglio 1635 – Arolsen, 12 dicembre 1706) fu dal 1645 conte di Waldeck-Wildungen e dal 1692 conte di Waldeck-Pyrmont.

## Vita
Era il maggiore dei figli maschi del conte Filippo VII di Waldeck-Wildungen (1613–1645) e di sua moglie Anna Caterina di Sayn-Wittgenstein (1610–1690) ed è un antenato di tutti i princi e conti di Waldeck in vita. La casata principesca di Arolsen deriva dal suo primo matrimonio, mentre il ramo di Waldeck-Bergheim, che risiede a Bergheim nei pressi di Bad Wildungen e che si è estinta in linea maschile nel 1966, deriva dal suo secondo matrimonio attraverso suo figlio Giosia I.
Dopo la morte di suo padre nel 1645 Cristiano Ludovico ereditò la contea di Waldeck-Wildungen. La sua educazione e la reggenza fino al 1660 furono nelle mani di sua madre e di Enrico Volrado, un cugino di suo padre. Cristiano Ludovico, in seguito, risiedette per lo più al castello di Christiansburg, che egli aveva costruito a Kleinern, vicino Wildungen.
Il 12 giugno 1685, concluse un trattato di successione con suo cugino Giorgio Federico di Waldeck-Eisenberg, che introdusse la primogenitura nel casato di Waldeck. Quando Giorgio Federico morì nel 1692, Cristiano Ludovico ereditò Waldeck-Eisenberg, riunendo così Waldeck in una mano per la prima volta dal 1397. Con Waldeck-Eisenberg, ereditò anche la contea di Pyrmont. Nel 1695, trasferì la sua reisdenza a Bad Arolsen e nel 1696, spostò la cancelleria del paese da Korbach a Mengeringhausen.
Cristiano Ludovico ereditò una pretesa di una parte della Contea di Rappoltstein nell'Alsazia dalla sua prima moglie. Non poté far valere questa pretesa, ma egli tuttavia aggiunse le armi di Rappoltstein al suo stemma e sia lui che i suoi successori aggiunsero "conte di Rappoltstein" ai loro titoli.
Cristiano Ludovico fu un soldato di successo e salì al grado di feldmaresciallo.
Durante il suo regno, ebbe luogo una caccia alle streghe a Wildungen fra il 1650 ed il 1664, e nuovamente tra il 1660 ed il 1662. Una caccia alle streghe si era già verifica nel Waldeck, tra il 1629 ed il 1632 sotto il conte Cristiano I.

## Matrimoni e figli
Cristiano Ludovico sposò il 2 luglio 1658 la contessa Anna Elisabetta di Rappoltstein (1644-1676). Da lei, ebbe i seguenti figli:
- Carlotta Elisabetta (8 ottobre 1659 - 22 marzo 1660)
- Dorotea Elisabetta (6 luglio 1661 - 23 luglio 1702)

sposò il 17 dicembre 1691 il conte Rodolfo di Lippe-Brake
- Giorgio Federico (21 giugno 1663 - 28 aprile 1686)
- Enrico Volrado (2 aprile 1665 - 8 settembre 1688)
- Carlotta Sofia (18 gennaio 1667 - 6 settembre 1723)

sposò nel 1707 Johann Juncker
- Alessandrina Enrichetta (17 luglio 1668 - 10 settembre 1668)
- Cristiana Maddalena (30 giugno 1669 - 18 marzo 1699), badessa dell'abbazia di Schaaken
- Eleanora Caterina (5 agosto 1670 - 12 settembre 1717).
- Eberardina Luisa (9 agosto 1671 - 19 settembre 1725)
- Federico Luigi Carlo (18 luglio 1672 - 30 marzo 1694)
- Filippo Ernesto (26 agosto 1673 - 27 giugno 1695)
- Guglielmo Augusto (5 settembre 1675 - 20 agosto 1676)
- Federico Antonio Ulrico (27 novembre 1676 - 1º gennaio 1728)

sposò nel 1700 la contessa palatina Luisa di Zweibrücken-Birkenfeld (1678–1753), figlia di Cristiano II, conte palatino di Zweibrücken-Birkenfeld
- Maria Enrichetta (27 novembre 1676 - 8 luglio 1678)

Il 6 giugno 1680 a Nizza, sposò la contessa Giovannetta di Nassau-Idstein (1657–1733), figlia del conte Giovanni di Nassau-Idstein (1603–1677). Da lei, ebbe i seguenti figli:
- Ernesto Augusto (11 ottobre 1681 - 15 novembre 1703, caduto nella battaglia dello Speyerbach)
- Enrico Giorgio (24 maggio 1683 - 3 agosto 1736)

sposò l'8 dicembre 1712 Ulrica Eleonora (1689-1760), figlia di Federico Cristoforo di Dohna-Carwinden (1664-1727)
- Cristina Eleanora (11 aprile 1685 - 8 febbraio 1737 in Selbach), badessa di Schaaken
- Sofia Guglielmina (6 giugno 1686 - 23 agosto 1749), badessa di Schaaken
- Carlo Cristiano (25 dicembre 1687 - 16 settembre 1734)
- Giosia (29 sgodto 1689 - 7 novembre 1693)
- Giovanni Volrado (20 maggio 1691 - 22 luglio 1691)
- Enrichetta Albertina (26 gennaio 1695 - 7 dicembre 1699)
- Giosia I (20 agosto 1696 - 2 febbraio 1763)

sposò nel gennaio 1725 Dorotea Sofia (1698–1774), figlia di Luigi Enrico di Solms-Rödelheim e Assenheim.
- Carlotta Fiorentina (10 ottobre 1697 - 6 maggio 1777), badessa do Schaaken
- Federico Guglielmo (24 maggio 1699 - 9 gennaio 1718)

## Ascendenza
|                                                |                                        |                                         | Genitori                                  |  |  | Nonni |  |  | Bisnonni                             |  |  | Trisnonni                              |  |
|                                                |                                        |                                         |                                           |  |  |       |  |  | Giosia I, conte di Waldeck-Eisenberg |  |  | Volrado II, conte di Waldeck-Eisenberg |  |
|                                                |                                        |                                         |                                           |  |  |       |  |  | Giosia I, conte di Waldeck-Eisenberg |  |  | Volrado II, conte di Waldeck-Eisenberg |  |
|                                                |                                        | Anastasia di Schwarzburg-Blankenburg    |                                           |  |  |       |  |  | Giosia I, conte di Waldeck-Eisenberg |  |  |                                        |  |
| Cristiano, conte di Waldeck-Wildungen          |                                        |                                         |                                           |  |  |       |  |  | Giosia I, conte di Waldeck-Eisenberg |  |  |                                        |  |
|                                                |                                        | Maria di Barby-Mühlingen                | Alberto X, conte di Barby-Mühlingen       |  |  |       |  |  |                                      |  |  |                                        |  |
|                                                |                                        | Maria di Barby-Mühlingen                | Alberto X, conte di Barby-Mühlingen       |  |  |       |  |  |                                      |  |  |                                        |  |
|                                                |                                        | Maria di Barby-Mühlingen                | Maria di Anhalt-Zerbst                    |  |  |       |  |  |                                      |  |  |                                        |  |
| Filippo VII, conte di Waldeck-Wildungen        |                                        | Maria di Barby-Mühlingen                |                                           |  |  |       |  |  |                                      |  |  |                                        |  |
|                                                |                                        | Giovanni VII, conte di Nassau-Siegen    | Giovanni VI, conte di Nassau-Dillenburg   |  |  |       |  |  |                                      |  |  |                                        |  |
|                                                |                                        | Giovanni VII, conte di Nassau-Siegen    | Giovanni VI, conte di Nassau-Dillenburg   |  |  |       |  |  |                                      |  |  |                                        |  |
|                                                |                                        | Giovanni VII, conte di Nassau-Siegen    | Elisabetta di Leuchtenberg                |  |  |       |  |  |                                      |  |  |                                        |  |
| Elisabetta di Nassau-Siegen                    |                                        | Giovanni VII, conte di Nassau-Siegen    |                                           |  |  |       |  |  |                                      |  |  |                                        |  |
|                                                |                                        | Maddalena di Waldeck-Wildungen          | Filippo IV, conte di Waldeck-Wildungen    |  |  |       |  |  |                                      |  |  |                                        |  |
|                                                |                                        | Maddalena di Waldeck-Wildungen          | Filippo IV, conte di Waldeck-Wildungen    |  |  |       |  |  |                                      |  |  |                                        |  |
|                                                |                                        | Maddalena di Waldeck-Wildungen          | Jutta di Isenburg-Neumagen                |  |  |       |  |  |                                      |  |  |                                        |  |
| Cristiano Ludovico, conte di Waldeck-Wildungen |                                        | Maddalena di Waldeck-Wildungen          |                                           |  |  |       |  |  |                                      |  |  |                                        |  |
|                                                | Ludovico I, conte di Sayn-Wittgenstein | Guglielmo I, conte di Sayn-Wittgenstein |                                           |  |  |       |  |  |                                      |  |  |                                        |  |
|                                                | Ludovico I, conte di Sayn-Wittgenstein | Guglielmo I, conte di Sayn-Wittgenstein |                                           |  |  |       |  |  |                                      |  |  |                                        |  |
|                                                | Ludovico I, conte di Sayn-Wittgenstein | Giovannetta di Isenburg-Grenzau         |                                           |  |  |       |  |  |                                      |  |  |                                        |  |
| Ludovico II, conte di Sayn-Wittgenstein        | Ludovico I, conte di Sayn-Wittgenstein |                                         |                                           |  |  |       |  |  |                                      |  |  |                                        |  |
|                                                |                                        | Elisabetta di Solms-Laubach             | Federico Magnus I, conte di Solms-Laubach |  |  |       |  |  |                                      |  |  |                                        |  |
|                                                |                                        | Elisabetta di Solms-Laubach             | Federico Magnus I, conte di Solms-Laubach |  |  |       |  |  |                                      |  |  |                                        |  |
|                                                |                                        | Elisabetta di Solms-Laubach             | Agnese di Wied                            |  |  |       |  |  |                                      |  |  |                                        |  |
| Anna Caterina di Sayn-Wittgenstein             |                                        | Elisabetta di Solms-Laubach             |                                           |  |  |       |  |  |                                      |  |  |                                        |  |
|                                                |                                        | Corrado, conte di Solms-Braunfels       | Filippo I, conte di Solms-Braunfels       |  |  |       |  |  |                                      |  |  |                                        |  |
|                                                |                                        | Corrado, conte di Solms-Braunfels       | Filippo I, conte di Solms-Braunfels       |  |  |       |  |  |                                      |  |  |                                        |  |
|                                                |                                        | Corrado, conte di Solms-Braunfels       | Anna di Tecklenburg                       |  |  |       |  |  |                                      |  |  |                                        |  |
| Elisabetta Giuliana di Solms-Braunfels         |                                        | Corrado, conte di Solms-Braunfels       |                                           |  |  |       |  |  |                                      |  |  |                                        |  |
|                                                |                                        | Elisabetta di Nassau-Dillenburg         | Guglielmo I, conte di Nassau-Dillenburg   |  |  |       |  |  |                                      |  |  |                                        |  |
|                                                |                                        | Elisabetta di Nassau-Dillenburg         | Guglielmo I, conte di Nassau-Dillenburg   |  |  |       |  |  |                                      |  |  |                                        |  |
|                                                |                                        | Elisabetta di Nassau-Dillenburg         | Giuliana di Stolberg-Wernigerode          |  |  |       |  |  |                                      |  |  |                                        |  |
|                                                |                                        | Elisabetta di Nassau-Dillenburg         |                                           |  |  |       |  |  |                                      |  |  |                                        |  |